# 俄线航空
俄线航空是一家俄罗斯的区域航空公司，主要运营国内地区航线，也包括假期包机。总部位于俄罗斯莫斯科歐美廣場（Омега Плаза）商业中心。运营基地位于莫斯科多莫杰多沃国际机场。